# As Três Filhas
His Three Daughters (bra/prt: As Três Filhas) é um filme americano de drama de 2023, escrito e dirigido por Azazel Jacobs. É estrelado por Carrie Coon, Natasha Lyonne e Elizabeth Olsen como três irmãs distantes que voltam a ficar juntas para cuidar do pai doente. O filme estreou no Festival Internacional de Cinema de Toronto em 9 de setembro de 2023 e teve um lançamento limitado nos Estados Unidos em 6 de setembro de 2024, antes de sua estreia mundial pela Netflix em 20 de setembro de 2024. Recebeu críticas positivas e foi nomeado um dos Dez Melhores Filmes Independentes de 2024 pela National Board of Review.

## Enredo
Quando seu pai Vincent chega ao fim de sua batalha contra o câncer e entra em cuidados paliativos em casa, suas filhas Katie, Rachel e Christina se reúnem em seu apartamento em Nova York. Embora não fosse sua filha biológica, Vincent criou Rachel, onde viveu com ele durante toda a sua doença. Katie e Rachel discutem sobre o fumo de maconha de Rachel no apartamento e o fracasso dela em fazer Vincent assinar uma ordem de Não Ressuscitar enquanto ele ainda estava totalmente lúcido. Embora Rachel insista que Vincent não se importava que ela fumasse, Katie faz Rachel fazer isso lá fora. Katie critica Rachel depois de descobrir que não há comida na geladeira, exceto três sacos de maçãs.
Angel, um trabalhador de cuidados paliativos, visita a casa com uma enfermeira chamada Mirabella e avisa as irmãs que seu pai pode falecer muito repentinamente. Christina fica encantada pelo fato de que Mirabella compartilha o mesmo nome de sua filha. Mais tarde, Katie se esforça para escrever um obituário para Vincent, e Rachel fica obcecada com apostas esportivas enquanto se recusa a entrar no quarto onde Vincent está deitado, geralmente inconsciente.
Angel diz às irmãs que Vincent progrediu rapidamente e morrerá em breve. Algo que causa discórdia é que, quando Vincent morrer, Rachel se tornará a locatária do apartamento de longa data da família com controle de aluguel. Katie, em particular, sente que Rachel está apenas "esperando que ele morra" para poder herdar o apartamento. As irmãs acham brevemente que Vincent está morrendo; durante o incidente, Rachel ainda não consegue entrar no quarto dele. Logo depois, Christina e Katie comemoram com vinho que seu pai ainda não morreu.
A noite, Rachel fica com seu namorado Benjy, que está frustrado com a forma como suas irmãs a tratam, especialmente Katie, que apesar de morar perto, no Brooklyn, raramente ajuda Vincent. Embora Rachel diga a ele para não fazer isso, ele as confronta, repreendendo-as por tratarem Rachel mal, apesar de ela ser a única cuidando de seu pai durante a maior parte de sua doença, dizendo que quando ele finalmente parou de comer qualquer coisa além de maçãs, Rachel foi a única que as cortava para ele. Ele também confirma que era amigo de Vincent e que, embora Katie tivesse se referido a ele como "um estranho", ele a conheceu na última vez que ela o visitou, o que ele comenta que foi apenas alguns meses atrás.
Katie tenta se desculpar com Rachel, mas Rachel rejeita o pedido de desculpas com raiva. As duas brigam, e Christina fica no meio, gritando furiosamente que odeia as duas. Katie considera voltar para casa, mas Christina convence as três a conversarem e tentar resolver suas diferenças. Katie fica chocada ao saber que Christina tem problemas com ela. Christina pede desculpas pelo que disse a ambas, dizendo que sua vida não é tão perfeita quanto parece. Katie pede desculpas a Rachel, mas apenas por estar especificamente errada sobre as maçãs. Quando Katie menciona o aluguel, Rachel, chateada, diz que vai se mudar quando Vincent morrer. A conversa culmina quando Katie sugere que Rachel é menos filha de Vincent, ao que Rachel responde em lágrimas que Vincent foi o único pai que ela já teve.
No dia seguinte, Katie e Rachel riem juntas por causa das repetidas previsões incorretas de Angel sobre quando Vincent morrerá, e o relacionamento das irmãs começa a melhorar. Rachel ajuda Katie a escrever o obituário de Vincent e finalmente entra no quarto dele para contar a ele sobre sua negociação esportiva naquele dia. Katie diz a Rachel que ela deveria ficar no apartamento. As três irmãs entram juntas no quarto de Vincent, e ele pede que o levem para sua poltrona favorita na sala. Vincent de repente arranca seu equipamento médico e começa a andar normalmente pela sala. Suas filhas ficam chocadas e encantadas, onde então Vincent começa a fazer "monólogos" sobre seu amor por cada uma delas, pela cidade de Nova York e pela natureza da vida e da morte, apenas para olhar diretamente para sua poltrona e perceber que morreu logo depois de se sentar lá.
Depois, as três irmãs se revezam sentando na poltrona, se abraçando no sofá logo depois. Christina canta "Cinco Patinhos" enquanto são mostradas cenas de Katie e Christina se despedindo e voltando para casa. Após elas partirem, Rachel vai fumar do lado de fora. De volta ao sofá, ela interrompe Christina para cantar o último verso da música, que ela substitui por "Papai pato disse: 'bep, bep, beeeeeep'", provocando risadas de suas irmãs.

## Elenco
- Carrie Coon como Katie
- Natasha Lyonne como Rachel
- Elizabeth Olsen como Christina
- Rudy Galvan como Angel
- Jose Febus como Victor
- Jay O. Sanders como Vincent "Vinny"
- Jovan Adepo como Benjy
- Jasmine Bracey como Enfermeira Mirabella

## Produção
O filme foi gravado em película Kodak Vision3 5219 de 35 mm com uma câmera Arricam e editado usando o Adobe Premiere Pro.
Os atores ensaiaram por cinco dias no apartamento onde o filme foi gravado.

## Lançamento
His Three Daughters estreou no Festival Internacional de Cinema de Toronto em 9 de setembro de 2023. Em outubro de 2023, a Netflix adquiriu os direitos de distribuição mundial do filme por US$ 7 milhões, posteriormente agendando seu lançamento em cinemas selecionados em 6 de setembro de 2024, seguido por um lançamento em streaming em 20 de setembro.

## Recepção
No site agregador de críticas Rotten Tomatoes, 97% das 140 avaliações dos críticos são positivas, com uma classificação média de 8,1/10/10. O consenso do site afirma: "Lidando com dinâmicas familiares complicadas enquanto mantém uma sensação acolhedora, His Three Daughters é uma vitrine envolvente para as atuações de Natasha Lyonne, Elizabeth Olsen e Carrie Coon." O Metacritic, que usa uma média ponderada, atribuiu ao filme uma pontuação de 84 em 100, baseado em 37 críticos, indicando "aclamação universal".
As críticas para His Three Daughters foram positivas, com a Vanity Fair chamando o filme de "uma vitrine maravilhosa", e o The Hollywood Reporter elogiando o desempenho das três atrizes como "excepcional".
A National Board of Review listou His Three Daughters como um dos dez melhores filmes independentes de 2024. A NPR incluiu o filme em sua lista dos melhores filmes e séries de 2024, com a crítica Linda Holmes escrevendo que ele "presta muita atenção aos papéis da culpa e da obrigação, assim como à bênção de simplesmente estar presente para as pessoas".

### Prêmios e nomeações
| Prêmio                                        | Data                    | Categoria                             | Recipiente(s) | Resultado | Ref.   |
| --------------------------------------------- | ----------------------- | ------------------------------------- | --- | --------- | ------ |
| Savannah Film Festival                        | 2 de novembro de 2024   | Maverick Award                        | Natasha Lyonne | Venceu    | [ 13 ] |
| Gotham Awards                                 | 2 de dezembro de 2024   | Excelente Desempenho como Coadjuvante | Natasha Lyonne | Indicado  | [ 14 ] |
| Gotham Awards                                 | 2 de dezembro de 2024   | Melhor Roteiro                        | Azazel Jacobs | Venceu    | [ 14 ] |
| Michigan Movie Critics Guild                  | 6 de dezembro de 2024   | Melhor Atriz Coadjuvante              | Natasha Lyonne | Indicado  | [ 15 ] |
| Sociedade dos Críticos de Cinema de San Diego | 9 de dezembro de 2024   | Melhor Atriz Coadjuvante              | Natasha Lyonne | Indicado  | [ 16 ] |
| Associação de Críticos de Cinema de Chicago   | 12 de dezembro de 2024  | Melhor Atriz Coadjuvante              | Natasha Lyonne | Venceu    | [ 17 ] |
| Seattle Film Critics Society                  | 16 de dezembro de 2024  | Melhor Elenco                         | His Three Daughters | Pendente  | [ 18 ] |
| AARP Movies for Grownups Awards               | 11 de janeiro de 2025   | Melhor Elenco                         | His Three Daughters | Pendente  | [ 19 ] |
| AARP Movies for Grownups Awards               | 11 de janeiro de 2025   | Melhor Filme Intergeracional          | His Three Daughters | Pendente  | [ 19 ] |
| Independent Spirit Awards                     | 22 de fevereiro de 2025 | Robert Altman Award                   | Azazel Jacobs, Nicole Arbusto, Jovan Adepo, Jasmine Bracey, Carrie Coon, Jose Febus, Rudy Galvan, Natasha Lyonne, Elizabeth Olsen, Randy Ramos Jr., and Jay O. Sanders | Venceu    | [ 20 ] |